# Федори (Росія)
Федо́ри (рос. Федоры) — присілок у складі Селтинського району Удмуртії, Росія.

## Населення
Населення — 2 особи (2010; 16 в 2002).
Національний склад станом на 2002 рік:
- удмурти — 63 %
- росіяни — 31 %

## Урбаноніми[3]
- вулиці — Федорівська